# 塞纳河畔苏瓦西
塞纳河畔苏瓦西（法語：Soisy-sur-Seine，法語發音：[swazi syʁ sɛn] ⓘ）是法国法兰西岛大区埃松省的一个市镇，位于该省东北部，属于埃夫里区。

## 地理
塞纳河畔苏瓦西（48°38'49"N, 2°27'8"E）面积8.56 平方千米，位于法国法蘭西島大區埃松省，该省份为法国北部内陆省份，北起上塞纳省和马恩河谷省，西接厄尔-卢瓦省和伊夫林省，南至卢瓦雷省，东临塞纳-马恩省。
与塞纳河畔苏瓦西接壤的市镇（或旧市镇、城区）包括：蒙热龙、布吕努瓦、德拉韦伊、埃皮奈苏塞纳尔、埃蒂奥勒、里斯-奥朗日斯、埃夫里-库尔库罗讷。

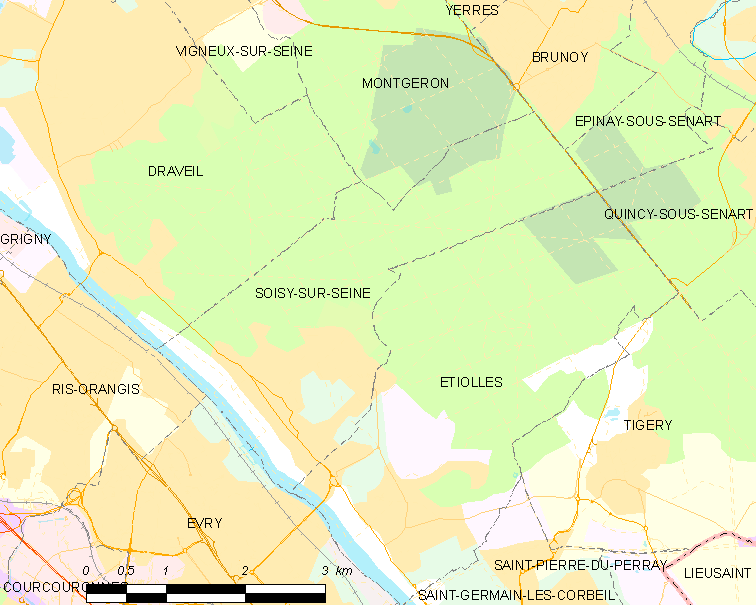
塞纳河畔苏瓦西的OSM定位图

塞纳河畔苏瓦西的时区为UTC+01:00、UTC+02:00（夏令时）。

## 行政
塞纳河畔苏瓦西的邮政编码为91450，INSEE市镇编码为91600。

## 政治
塞纳河畔苏瓦西所属的省级选区为德拉韦伊县。

## 人口

1962-2008年间塞纳河畔苏瓦西人口变化图示

塞纳河畔苏瓦西于2022年1月1日时的人口数量为7370人。